# Landsjökyrkan

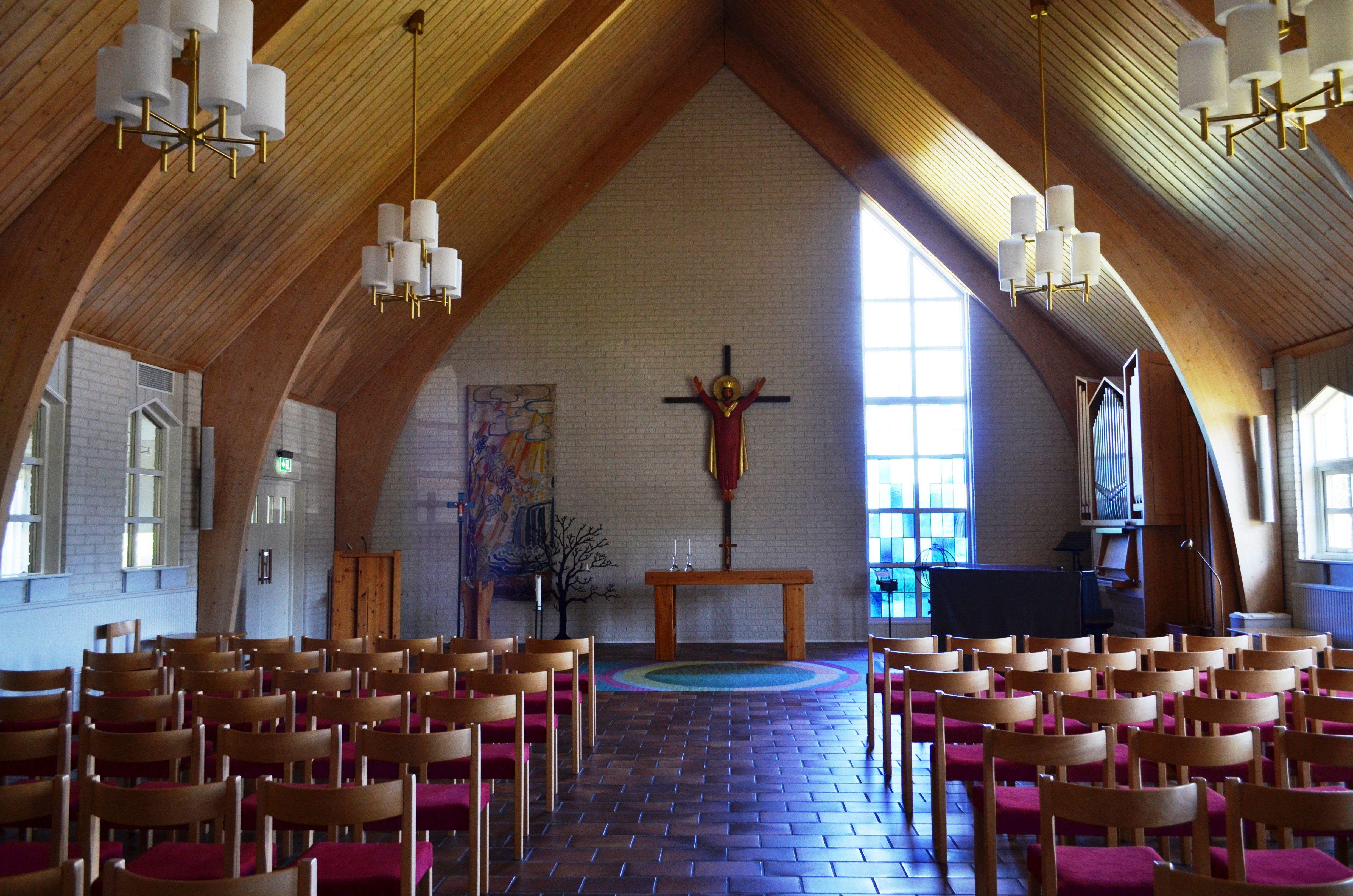
Landsjö kyrkas kykosal

Landsjökyrkan är en kyrkobyggnad i Kaxholmen i Sverige. Den tillhör Skärstad-Ölmstads församling i Växjö stift.

## Kyrkobyggnaden
Kyrkan uppfördes efter ritningar av arkitekt John Petersson och ingenjör Bertil Rudenstam och invigdes 1984.

## Inventarier
- På korväggen finns ett uppståndelsekrucifix snidat av Eva Spångberg.
- Altarbordet, altarringen och predikstolen är tillverkade av Stig Höglunds Träsvarveri AB i Huskvarna.

### Orgel
- 1984 byggde J. Künkels Orgelverkstad en mekanisk orgel.

| Manual         | Pedalverk  | Koppel  |
| Rörflöjt 8'    | Subbas 16' | Man/Ped |
| Principal 4'   |            |         |
| Koppelflöjt 4' |            |         |
| Waldflöjt 2'   |            |         |
| Nasat 1 1/3'   |            |         |